# Gare d'Azov
La gare d'Azov (en russe : Станция Азов) est une gare ferroviaire russe, située dans la ville d'Azov, dans l'oblast de Rostov, en Russie.